# Euphrosyne av Bulgarien
Euphrosyne av Bulgarien, död före 1308, var kejsarinna av Bulgarien 1300–1308, som gift med tsar Theodor Svetoslav av Bulgarien.